# Ellignies-Sainte-Anne
Ellignies-Sainte-Anne is een dorp in de Belgische provincie Henegouwen, en een deelgemeente van de Waalse gemeente Belœil.
Ellignies-Sainte-Anne was een zelfstandige gemeente, tot die bij de gemeentelijke herindeling van 1977 toegevoegd werd aan de gemeente Belœil.

## Bezienswaardigheden
- De Sint-Annakapel (Chapelle Sainte-Anne) bevindt zich in het gehucht Sainte-Anne, ruim 1 km ten oosten van het dorp. Het is een bakstenen neogotisch kerkje van 1848 of 1850.
- De Onze-Lieve-Vrouwekerk (Église Sainte-Vierge) is een bakstenen neogotisch bouwwerk van 1871. De gotische toren, gebouwd in zandsteen uit Grandglise, is van de 2e helft van de 16e eeuw.

## Natuur en landschap
Ellignies-Sainte-Anne licht vlak ten zuiden van de TGV-lijn van Brussel naar Parijs. De hoogte aan de kerk bedraagt 60 meter.

## Demografische ontwikkeling
- Bronnen:NIS, Opm:1831 tot en met 1970=volkstellingen, 1976= inwoneraantal op 31 december

## Nabijgelegen kernen
Aubechies, Tourpes, Wadelincourt, Beloeil